# Cantonul La Capelle
Cantonul La Capelle este un canton din arondismentul Vervins, departamentul Aisne, regiunea Picardia, Franța.

## Comune
- Buironfosse
- La Capelle (reședință)
- Chigny
- Clairfontaine
- Crupilly
- Englancourt
- Erloy
- Étréaupont
- La Flamengrie
- Fontenelle
- Froidestrées
- Gergny
- Lerzy
- Luzoir
- Papleux
- Rocquigny
- Sommeron
- Sorbais